# 12145 Behaim
12145 Behaim è un asteroide della fascia principale. Scoperto nel 1960, presenta un'orbita caratterizzata da un semiasse maggiore pari a 2,6645942 UA e da un'eccentricità di 0,0860378, inclinata di 4,74873° rispetto all'eclittica.